# Hercostomus basiflavus
Hercostomus basiflavus är en tvåvingeart som beskrevs av Yang 1996. Hercostomus basiflavus ingår i släktet Hercostomus och familjen styltflugor.
Artens utbredningsområde är Zhejiang (Kina). Inga underarter finns listade i Catalogue of Life.